# 埃沙格·贾汉吉里
埃沙格·贾汉吉里（波斯語：‎；1958年1月21日—），伊朗政治家。贾汉吉里曾担任过兩任伊斯兰议会议员，后任伊斯法罕省省长，再后于1997年至2005年期间担任哈塔米内阁的伊朗工业和矿业部部长。2013年起，他担任鲁哈尼内阁的第一副总统。2020年3月4日，在冠状病毒蔓延至伊朗之后，伊朗通讯（IranWire）网站报导他的SARS-CoV-2检测呈阳性，这意味着他感染了2019冠状病毒病。伊朗官方於3月11日证实了这一消息。

## 早年生活与教育
贾汉吉里于1958年1月21日生于伊朗克尔曼省锡尔詹县。他在克尔曼大学凭物理学学位毕业。他在伊斯兰革命前就在革命组织中活动，曾被穆罕默德-礼萨·巴列维的军队打伤。他后来在谢里夫理工大学取得工业工程的硕士学位，又在伊斯兰阿扎德大学下属的理工分院获得工业工程的博士学位。 他的配偶是曼妮婕·贾汉吉里（Manijeh Jahangiri），他们育有四个子女：侯赛因（Hossein）、赫桑（Hesam）、法婕赫（Faezeh）和霍达（Hoda）。

## 政治生涯

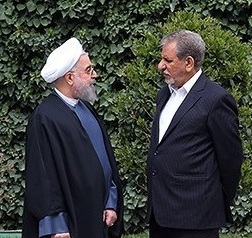
伊朗总统魯哈尼与副总统贾汉吉里于萨阿德·奥包德宫殿群

贾汉吉里在伊斯兰革命后开始参政。1980年7月，贾汉吉里被任命为开尔曼省农业部副部长，再于1982年升任部长。1984年和1988年的伊朗议会大选中，贾汉吉里被选入伊斯兰议会。随后，贾汉吉里于1992年9月1日被总统阿克巴尔·哈什米·拉夫桑贾尼任命为伊斯法罕省省长，来接替戈兰侯赛因·卡尔巴斯其。贾汉吉里于1997年8月20日停任伊斯法罕省省长，被穆罕默德·哈塔米总统提名、议会授权为伊朗矿业和冶金部部长。1999年，贾汉吉里成为伊朗建设公仆党中央委员会的发起人之一。贾汉吉里的官职后改为伊朗工业和矿业部部长，他一直担任此职，直到内贾德总统于2005年改组内阁。
贾汉吉里离职后，自2006年至2010年，担任建设公仆党总书记。2008年，有传言说贾汉吉里会重新参加议会选举，但贾汉吉里本人否认了这一传言。

### 2009年伊朗总统选举
贾汉吉里曾是穆萨维在2009年伊朗总统选举中竞选团队的一员。

### 2013年伊朗总统选举及就任副总统
贾汉吉里在2013年伊朗总统选举中是一位改革派的可能的候选人，但他因为支持拉夫桑贾尼而退选，转而担任拉夫桑贾尼的竞选团队的经理。拉夫桑贾尼失去参选资格后，贾汉吉里又成为鲁哈尼的顾问。
2013年7月23日，有报道称鲁哈尼在宣誓就职后会任命贾汉吉里会成为下一任伊朗副总统。7月29日，伊朗官方确认了这一消息。2013年8月4日，贾汉吉里被鲁哈尼正式任命，代替穆罕默德-礼萨·拉希米担任伊朗第一副总统。

### 2017年伊朗总统选举
2017年4月，贾汉吉里宣布参加该年的总统选举。4月20日，伊朗宪法监护委员会批准他参选，贾汉吉里正式成为一名总统候选人。许多人认为贾汉吉里竞选总统其实是为了在辩论中支持鲁哈尼，并且在投票结束之前退出选举。贾汉吉里于2017年5月6日退选。随后，鲁哈尼胜选，贾汉吉里被重新任命为第一副总统。

### 2019冠状病毒病疫情
2020年3月4日，在2019冠状病毒病疫情扩散至伊朗后，伊朗通讯（IranWire）网站称贾汉吉里感染了导致2019年冠状病毒病的SARS-CoV-2病毒，惟伊朗官方没有立即证实这一消息。3月11日，半官方的法尔斯通讯社确认贾汉吉里感染了冠状病毒。3月15日，其辦公室聲稱其「在冠狀病毒的測試中呈陰性，已經康復後，回到自己的辦公室並重返工作崗位」。